# Mauser Modelo 1871
El Mauser Modelo 1871, adoptado como Gewehr 71 o Infanterie-Gewehr 71 (se estampó “I.G.Mod.71” en los fusiles) fue el primero de millones de fusiles fabricados por la compañía Mauser a partir de los diseños de los hermanos Paul Mauser y Wilhelm Mauser, que por aquel entonces trabajaban en la fábrica de armas del pequeño estado alemán de Württemberg, en la población de Oberndorf.

## Historia y desarrollo

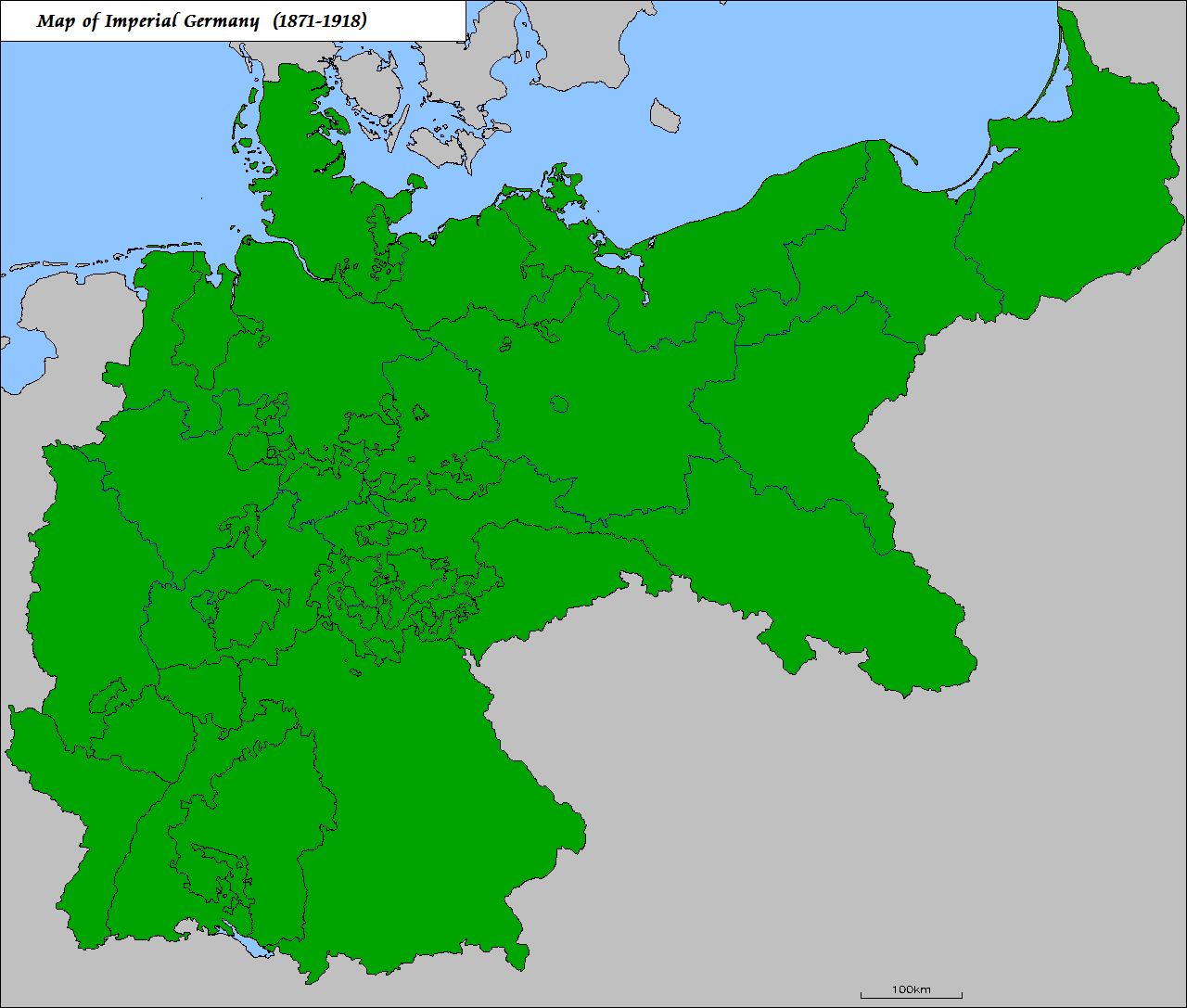
Imperio Alemán (1871–1918). El fusil fue adoptado incluso en partes de la actual Polonia, pero no en Baviera.

Entre 1870-71 se llevaron a cabo pruebas con diferentes fusiles, siendo el bávaro Werder M1869 el principal rival para Mauser. Prusia adoptó en diciembre de 1871 oficialmente el fusil Mauser en sustitución del Dreyse entrando en producción a principios de 1872. Más tarde fue adoptado por el Imperio Alemán (excepto Baviera), Turquía, Serbia, China, Japón y Honduras. Su acción no estaba basada en la de su predecesor, el Dreyse, que fue empleado durante la guerra franco-prusiana.
El hoy muy conocido seguro Mauser con palanca de "aleta", fue desarrollado para el Gewehr 71; este era un fusil de cerrojo convencional, calibre 11 mm que empleaba cartuchos cargados de pólvora negra. La acción solamente incorporaba un resalte-guía en el cerrojo, que a su vez era el único tetón de acerrojado y se fijaba delante de la recámara. El modelo original era monotiro, pero en 1884 fue actualizado con un depósito tubular de 8 balas diseñado por Alfred von Kropatschek y se convirtió en el primer fusil de repetición alemán. Esta versión fue denominada Gewehr 71/84. El Gewehr 71 fue reemplazado por el Fusil de Comisión Modelo 1888 (denominado Gewehr 88 a partir de 1888).

## Historial de combate
Este fusil fue empleado por el Ejército Coreano Japonés (especialmente en las unidades de Guardias), reemplazando al Berdan ruso. Se desconoce el número de fusiles empleados, pero el Imperio Coreano fabricó municiones para estos, lo cual indica el empleo de una cantidad considerable.
Los republicanos irlandeses importaron en 1914 unos 900 fusiles monotiro Mauser 1871 a través del puerto de Howth para la milicia nacionalista llamada Voluntarios Irlandeses. Estos fueron empleados por los Voluntarios en el Alzamiento de Pascua de 1916, una insurrección que deseaba poner fin al dominio británico en Irlanda. El Mauser 1871 fue conocido en Irlanda como "Howth Mauser".

## El Mauser Modelo 1871 en la cultura popular
- El 11-mm Mauser es el fusil estándar del Ejército Marciano en la novela Las sirenas de Titán, de Kurt Vonnegut.

- En la película El último samurái, el Ejército Imperial Japonés está armado con fusiles Mauser 1871/84 a pesar del hecho de ser armados por los Estados Unidos. Los modelos de 1884 fueron modificados por los utileros para que fuesen más parecidos a los modelos de 1871.